# 통합막료장
통합막료장(일본어: 統合幕僚長 도고 바쿠료초[*], 영어: Chief of Staff, Joint Staff)은 일본 통합막료감부를 대표하는 수장으로 자위관 최고위에 위치한다. 계급은 육장·해장·공장 중 하나로 육상·해상·항공막료장 중에서 한 명이 퇴직 후 선임된다.
다른 나라의 합동참모의장 역할과 통합군 사령관 역할을 수행한다. 방위대신을 보좌하며 육해공자위대를 일원적으로 운용하고 통합막료감부의 소관업무를 총괄한다. 유사시에는 최고 책임자로 자위대를 지휘하고 육상총대·자위함대·항공총대사령관과 방면총감·지방총감에게 명령할 수 있다. 법령상 방위대신이 지휘·명령하면 통합막료장이 대신을 보좌하며 명령을 집행하지만 사실상 통합막료장이 지휘를 한다.
계급장은 각 막료장과 같은 장으로 4성장군으로 과거 일본군이나 다른 나라의 대장에 상응한다. 좌측 가슴에 신분을 나타내는 휘장을 착용하는데 1962년 육해공막료장의 휘장이 폐지된 후에도 지금까지 유지되고 있다.
1954년 통합막료회의가 설치되면서 수장을 의장이라 칭했지만 육해공자위대를 통합운용하는 데 대한 필요성과 중요성이 커지면서 2006년 3월 통합막료감부로 개편되면서 수장도 막료장이 되었다. 통합막료회의 의장은 육해공자위대의 조정 역할 정도에 그쳤지만 통합막료장은 육해공자위대를 통합운용하는 지위를 명확히 하게 되었다.
육장·해장·공장은 60세에 퇴관해야 하지만 통합막료장의 정년은 62세로 규정되어 있다. 다만 60세가 넘은 통합막료장이 사임하거나 해임되면 그 시점에서 정년에 달한 것으로 간주하여 정년 퇴관해야 한다. 또한 통합막료장은 최고위 자위관이므로 퇴임과 함께 자동적으로 퇴관하게 되는데 이때 고쿄를 참내하여 천황과 황후가 주최하는 사교회에 참석하는 것이 관례로 이어지고 있다.
통합막료장을 역임한 자위관은 70세가 되었을 때 서보대수장이 수여된다.

## 통합사령관 신설
현재 통합막료장은 내각총리대신과 방위대신을 보좌하는 최고군사기관이면서 자위대를 지휘하는 최고사령관이기도 하다. 막료와 계선의 역할을 겸하고 있는 셈인데 대규모 재해나 유사 상황이 발생했을 때 대신을 보좌하고 부대에 지휘를 내리기에는 업무가 과중해 적극적인 대처가 힘들다는 지적이 있다. 이에 통합막료감부 운용부를 분리해 통합사령부를 창설하자는 제안이 등장했다. 이 제안은 통합사령부는 통합사령관의 지시를 받아 부대 운용에 전념하며 통합막료장은 대신을 보좌하는 역할만 수행하자는 것이 골자다.
2022년 6월 6일 중화인민공화국이 적극적으로 해양 진출을 시도하며 대만의 유사 상황 가능성이 높아지고 우주·사이버·전자파 등 안전보장의 범위가 넓어지면서 통합사령부 창설 제안이 다시 부상했다. 12월 16일 제2차 기시다 내각 (제1차 개조)은 방위력 정비 계획을 각의결정하여 통합사령부 설립 방침을 밝혔다.

## 역대 수장

### 통합막료회의 의장
| 대수 | 사진 | 계급 | 이름                          | 재임 기간                        | 출신                  | 전직       | 비고                      |
| ---- | ---- | ---- | ----------------------------- | -------------------------------- | --------------------- | ---------- | ------------------------- |
| 초대 |      | 육장 | 하야시 게이조(林敬三)         | 1954년 7월 1일~1964년 8월 13일   | 도쿄제국대학          | 제1막료장  | 내무성 관료 출신          |
| 2대  |      | 해장 | 스기에 이치조(杉江一三)       | 1964년 8월 14일~1966년 4월 29일  | 해병 56기·해대 37기   | 해상막료장 |                           |
| 3대  |      | 육장 | 아마노 요시후사(天野良英)     | 1966년 4월 30일~1967년 11월 14일 | 육사 43기·육대 52기   | 육상막료장 |                           |
| 4대  |      | 공장 | 무타 히로쿠니(牟田弘國)       | 1967년 11월 15일~1969년 6월 30일 | 육사 43기             | 항공막료장 |                           |
| 5대  |      | 해장 | 이타야 다카이치(板谷隆一)     | 1969년 7월 1일~1971년 6월 30일   | 해병 60기             | 해상막료장 |                           |
| 6대  |      | 육장 | 기누가사 하야오(衣笠駿雄)     | 1971년 7월 1일~1973년 1월 31일   | 육사 48기·육대 55기   | 육상막료장 |                           |
| 7대  |      | 육장 | 나카무라 류헤이(中村龍平)     | 1973년 2월 1일~1974년 6월 30일일 | 육사 49기·육대 56기   | 육상막료장 |                           |
| 8대  |      | 공장 | 시라카와 모토하루(白川元春)   | 1974년 7월 1일~1976년 3월 15일   | 육항사 51기·육대 58기 | 항공막료장 |                           |
| 9대  |      | 해장 | 사메시마 히로이치(鮫島博一)   | 1976년 3월 16일~1977년 10월 19일 | 해병 66기             | 해상막료장 |                           |
| 10대 |      | 육장 | 구리스 히로오미(栗栖弘臣)     | 1977년 10월 20일~1978년 7월 27일 | 도쿄제국대학          | 육상막료장 | 사임                      |
| 11대 |      | 육장 | 다카시나 다케히코(高品武彦)   | 1978년 7월 28일~1979년 7월 31일  | 육사 54기             | 육상막료장 |                           |
| 12대 |      | 공장 | 다케다 고로(竹田五郎)         | 1979년 8월 1일~1981년 2월 15일   | 육항사 55기           | 항공막료장 |                           |
| 13대 |      | 해장 | 야다 쓰기오(矢田次夫)         | 1981년 2월 16일~1983년 3월 15일  | 해병 72기             | 해상막료장 |                           |
| 14대 |      | 육장 | 무라이 스미오(村井澄夫)       | 1983년 3월 16일~1984년 6월 30일  | 육사 58기             | 육상막료장 |                           |
| 15대 |      | 육장 | 와타나베 게이타로(渡部敬太郎) | 1984년 7월 1일~1986년 2월 5일    | 육사 60기             | 육상막료장 |                           |
| 16대 |      | 공장 | 모리 시게히로(森繁弘)         | 1986년 2월 6일~1987년 12월 10일  | 항공사 60기           | 항공막료장 | 마지막 일본군 출신 자위관 |
| 17대 |      | 육장 | 이시이 마사오(石井政雄)       | 1987년 12월 11일~1990년 3월 15일 | 릿쿄 대학             | 육상막료장 |                           |
| 18대 |      | 육장 | 데라시마 다이조(寺島泰三)     | 1990년 3월 16일~1991년 6월 30일  | 도호쿠 대학           | 육상막료장 |                           |
| 19대 |      | 해장 | 사쿠마 마코토(佐久間一)       | 1991년 7월 1일~1993년 6월 30일   | 방대 1기              | 해상막료장 |                           |
| 20대 |      | 육장 | 니시모토 데쓰야(西元徹也)     | 1993년 7월 1일~1996년 3월 24일   | 방대 3기              | 육상막료장 |                           |
| 21대 |      | 공장 | 스기야마 시게루(杉山蕃)       | 1996년 3월 25일~1997년 10월 12일 | 방대 4기              | 항공막료장 |                           |
| 22대 |      | 해장 | 나쓰카와 가즈야(夏川和也)     | 1997년 10월 13일~1999년 3월 30일 | 방대 6기              | 해상막료장 |                           |
| 23대 |      | 육장 | 후지나와 유지(藤縄祐爾)       | 1999년 3월 31일~2001년 3월 26일  | 방대 8기              | 육상막료장 |                           |
| 24대 |      | 공장 | 다케고우치 쇼지(竹河内捷次)   | 2001년 3월 27일~2003년 1월 27일  | 방대 9기              | 항공막료장 |                           |
| 25대 |      | 해장 | 이시카와 도루(石川亨)         | 2003년 1월 28일~2004년 8월 29일  | 방대 11기             | 해상막료장 |                           |
| 26대 |      | 육장 | 맛사키 하지메(先崎一)         | 2004년 8월 30일~2006년 3월 26일  | 방대 12기             | 육상막료장 |                           |

### 통합막료장
| 대수 | 사진 | 계급 | 이름                      | 재임 기간                        | 출신      | 전직              | 비고 |
| ---- | ---- | ---- | ------------------------- | -------------------------------- | --------- | ----------------- | ---- |
| 초대 |      | 육장 | 맛사키 하지메(先崎一)     | 2006년 3월 27일~2006년 8월 3일   | 방대 12기 | 통합막료회의 의장 |      |
| 2대  |      | 해장 | 사이토 다카시(齋藤隆)     | 2006년 8월 4일~2009년 3월 23일   | 방대 14기 | 해상막료장        |      |
| 3대  |      | 육장 | 오리키 료이치(折木良一)   | 2009년 3월 24일~2012년 1월 30일  | 방대 16기 | 육상막료장        |      |
| 4대  |      | 공장 | 이와사키 시게루(岩崎茂)   | 2012년 1월 31일~2014년 10월 13일 | 방대 19기 | 항공막료장        |      |
| 5대  |      | 해장 | 가와노 가쓰토시(河野克俊) | 2014년 10월 14일~2019년 3월 31일 | 방대 21기 | 해상막료장        |      |
| 6대  |      | 육장 | 야마자키 고지(山崎幸二)   | 2019년 4월 1일~2023년 3월 29일   | 방대 27기 | 육상막료장        |      |
| 7대  |      | 육장 | 요시다 요시히데(吉田圭秀) | 2023년 3월 30일~                 | 도쿄 대학 | 육상막료장        |      |

## 같이 보기
- 통합막료감부